# Luz Casal

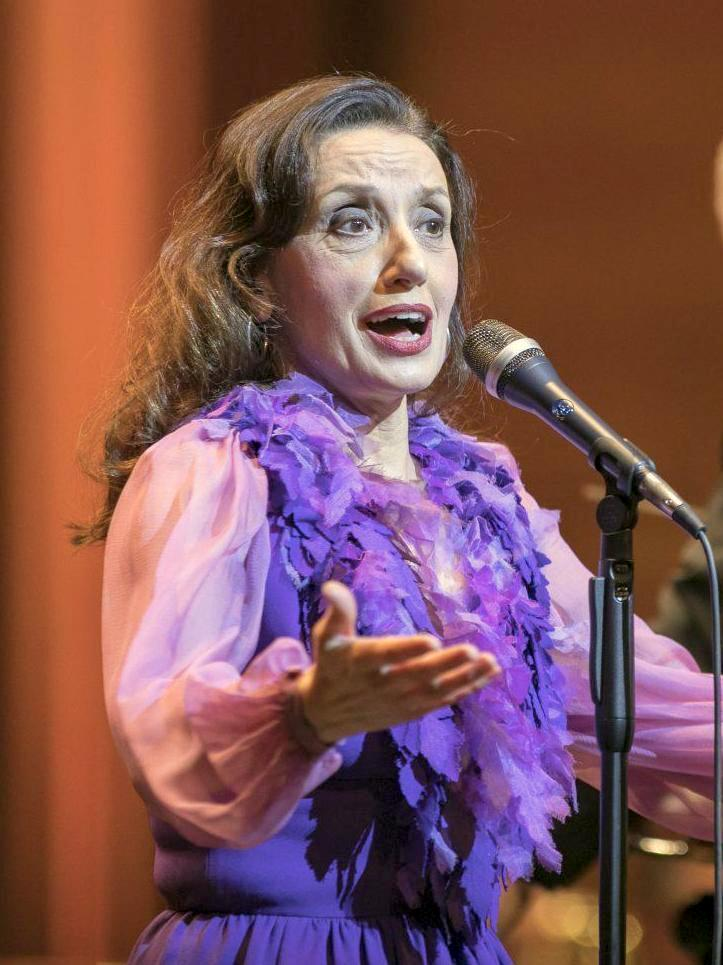
Luz Casal (2018)

María Luz Casal Paz (* 11. November 1958 in Boimorto, Galicien) ist eine spanische Sängerin. Sie wuchs im Asturien auf und ging später nach Madrid.

## Hintergrund
Ihre Hits in den 1980er Jahren waren Rufino von Elena Santonja, Un nuevo día brillará, eine Version von Duel au Soleil von Étienne Daho oder der Soundtrack von Tacones Lejanos. Sie sang in den 1990er Jahren Lieder wie Besaré el suelo von Carlos Goñi oder Negra sombra von Rosalía de Castro.

## Diskografie

### Alben
| Jahr | Titel                               | Höchstplatzierung, Gesamtwochen, AuszeichnungChartsChartplatzierungen (Jahr, Titel, Platzierungen, Wochen, Auszeichnungen, Anmerkungen) | Anmerkungen                             |
| Jahr | Titel                               | ES | Anmerkungen                             |
| ---- | ----------------------------------- | --- | --------------------------------------- |
| 2004 | Sencilla alegría                    | ES2 Platin · (41 Wo.)ES | Erstveröffentlichung: 26. November 2004 |
| 2005 | Pequeños, medianos y grandes éxitos | ES5 ×2Doppelplatin · (68 Wo.)ES | Erstveröffentlichung: 9. Dezember 2005  |
| 2007 | Vida tóxica                         | ES9 Gold · (23 Wo.)ES | Erstveröffentlichung: 21. November 2007 |
| 2009 | La pasión                           | ES3 Platin · (48 Wo.)ES | Erstveröffentlichung: 12. Oktober 2009  |
| 2011 | Un ramo de rosas                    | ES9 Gold · (32 Wo.)ES | Erstveröffentlichung: 18. November 2011 |
| 2013 | Almas gemelas                       | ES8 Gold · (43 Wo.)ES | Erstveröffentlichung: 22. November 2013 |
| 2018 | Que corra el aire                   | ES2 (33 Wo.)ES | Erstveröffentlichung: 27. April 2018    |
| 2023 | Las ventanas de mi alma             | ES9 (6 Wo.)ES |                                         |

grau schraffiert: keine Chartdaten aus diesem Jahr verfügbar
Weitere Alben
- El ascensor (1980)
- Luz (1982)
- Los ojos del gato (1984)
- Luz III (1985)
- Quiéreme aunque te duela (1987)
- Luz V (1989; ES: ×2Doppelplatin )
- A contraluz (1991; ES: ×4Vierfachplatin )
- Como la flor prometida (1995; ES: ×4Vierfachplatin )
- Un mar de confianza (2000; ES: ×3Dreifachplatin )
- Con otra mirada (2002; ES: Platin)
- Pequeños, medianos y grandes exitos (2005; ES: Platin)
- Luz Casal chante Dalida – A mi manera (2017)

### Singles
| Jahr | Titel Album                              | Höchstplatzierung, Gesamtwochen, AuszeichnungChartsChartplatzierungen (Jahr, Titel, Album, Platzierungen, Wochen, Auszeichnungen, Anmerkungen) | Anmerkungen                            |
| Jahr | Titel Album                              | ES | Anmerkungen                            |
| ---- | ---------------------------------------- | --- | -------------------------------------- |
| 1999 | Mi confianza Un mar de confianza         | ES2 (1 Wo.)ES |                                        |
| 2013 | ¿Por qué no vuelves, amor? Almas gemelas | ES46 (2 Wo.)ES | Erstveröffentlichung: 1. November 2013 |

Weitere Singles
- 1989: No me importa nada (ES: Platin)
- 1995: Entre mis recuerdos (ES: Platin)

## Auszeichnungen für Musikverkäufe
Anmerkung: Auszeichnungen in Ländern aus den Charttabellen bzw. Chartboxen sind in ebendiesen zu finden.
| Land/RegionAuszeichnungen für Musikverkäufe (Land/Region, Auszeichnungen, Verkäufe, Quellen) | Gold     | Platin       | Verkäufe  | Quellen                            |
| -------------------------------------------------------------------------------------------- | -------- | ------------ | --------- | ---------------------------------- |
| Spanien (Promusicae)                                                                         | 3× Gold3 | 21× Platin21 | 2.020.000 | elportaldemusica.es ES ES2 ES3 ES4 |
| Insgesamt                                                                                    | 3× Gold3 | 21× Platin21 |           |                                    |